# Léonid Guirchovitch
Léonid Guirchovitch (en russe : Леонид Моисеевич Гиршович) est un écrivain et violoniste russe né le 31 août 1948 à Leningrad.

## Biographie
Léonid Guirchovitch, juif, est né de parents musiciens dans un pays « avec les pires heures de l'antisémitisme stalinien ». Il a terminé la classe de violon du Conservatoire Rimski-Korsakov de Saint-Pétersbourg. Sa mère est née en Ukraine, dans la bourgade juive de Narodytchi. Il travaille ensuite dans les orchestres symphoniques de Leningrad, Jérusalem, Hanovre et Nuremberg. À Hanovre, il est resté le premier violon de l'orchestre de l'Opéra de Hanovre pendant 33 ans.
En 1973 il émigre en Israël ; en 1974-1975, il sert au sein de l'Armée de défense d'Israël. À partir de 1979, il vit en Allemagne à Hanovre. Depuis 1980 et jusqu'en 2016, il travaille au sein de l'orchestre de l'opéra de Hanovre. Actuellement il vit à Berlin et en Allemagne depuis 1979.
Guirchovitch est marié et a deux enfants.

## Œuvres
Il fait ses débuts comme prosateur en 1976 avec trois histoires dans l'almanach Shamir, il publie en 1978 un ouvrage en prose : Bouquet inversé (Jérusalem, Shamir, 1978).
À l'Ouest il publie dans des revues les récits Le Temps et moi, 22, Continent, Syntaxis, Écho, Le Sagittaire, Plexus solaire, Notes étrangères, Notes sur l'histoire juive, Antiquité juive, Les Sept arts, Atelier, et dans les journaux La Pensée russe, La Fenêtre, Notre pays Israël.
En France sont parus notamment :
- Apologie de la fuite, Léonid Guirchovitch (trad. Luba Jurgenson), Apologie de la fuite, Verdier, 2004
- Têtes interverties, Léonid Guirchovitch parmi douze écrivains russes, Têtes interverties, Actes Sud, 2007, 257 p. (ISBN 2742752714)
- Schubert à Kiev, Léonid Guirchovitch (trad. Luba Jurgenson), Schubert à Kiev, Verdier, 2007 (ISBN 978-2-864326687, lire en ligne), dans lequel il évoque le massacre de Babi Yar[2]
- Meurtre sur la plage, Léonid Guirchovitch, Meurtre sur la plage, Verdier, 2015 (ISBN 2864327821)

## Récompenses et distinctions
- 2008 : Têtes interverties de Léonid Guirchovitch dont la traduction en français par Luba Jurgenson emporta une mention spéciale au 2e prix Russophonie.

## Crédit d'auteurs
- (ru) Cet article est partiellement ou en totalité issu de l’article de Wikipédia en russe intitulé « Леонид Моисеевич Гиршович » (voir la liste des auteurs).